# Sisine
Saint Sisine est un saint de l'Antiquité romaine du IIIe siècle dont l'historiographie est incertaine. Il était probablement évêque de la ville de Cyzique dans la Turquie actuelle, mort martyr en 303, lors de la persécution de Dioclétien.

## Biographie
Saint Sisine est un personnage mal connu de la ville de Cyzique dans l'Hellespont. Probablement évêque et martyr lors de la persécution de Dioclétien en 303. La tradition et la légende ont rapporté et enrichi sa biographie disant de lui qu'il « se dépensait à visiter les fidèles dans les prisons, les soigner et les exhorter au martyre ». Mais dénoncé à l'empereur il est arrêté torturé, privé de nourriture et finalement décapité par l'épée,.
Certains récits rapportent qu'il aurait été attaché à des chevaux lancés au galop mais qu'il aurait survécu à ce supplice avant d'être finalement décapité. D'autres versions disent qu'il aurait été un laïc, très attaché à « l'orthodoxie de la foi » et aurait participé au concile de Nicée, y combattant l'arianisme. D'autres enfin voient en Sisine un confesseur de la foi qui mourut à un âge très avancé.
Aujourd'hui, sa mémoire est commémorée (localement) dans l’Église catholique le 23 novembre,. Il est également fêté dans l'Église orthodoxe.